# Stufa a pellet

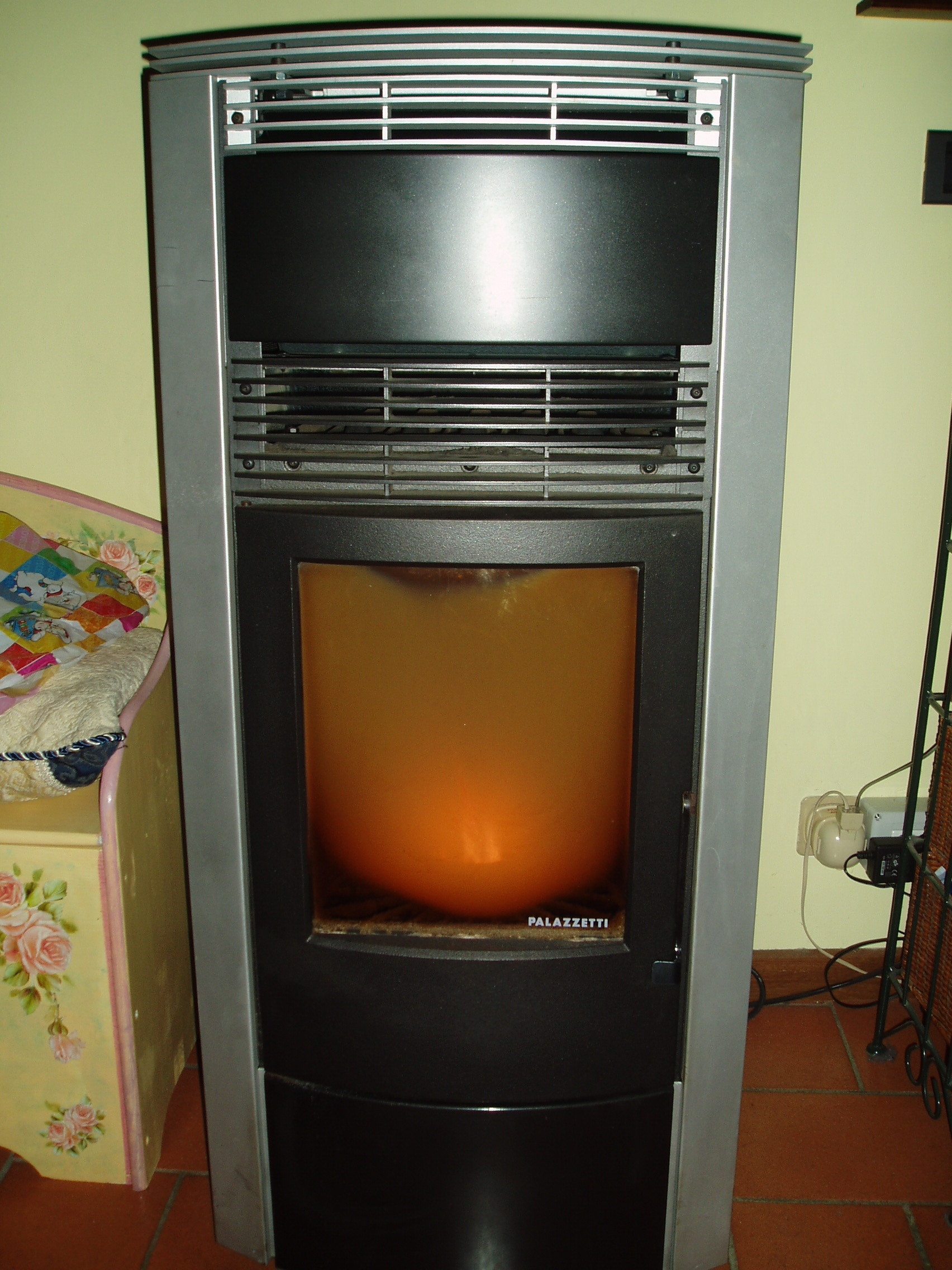
Una stufa a pellet in funzione.

La stufa a pellet è un apparecchio simile alla stufa a legna, adibita al riscaldamento di ogni tipo di ambiente, che utilizza come combustibile solido il pellet. È considerato un prodotto ecologico poiché per ottenere il pellet vengono di norma utilizzati gli scarti di lavorazione del legno. In altri termini non sarebbe quindi necessario l'abbattimento di nuovi alberi per la produzione del pellet nel caso in cui il consumo non superi la quantità di scarti di lavorazione del legno.

## Descrizione
Le differenze principali rispetto alla stufa a legna sono le seguenti:
- necessita di un collegamento alla rete elettrica come un comune elettrodomestico;
- funziona in maniera automatica, accendendosi tramite una resistenza elettrica e ha un'autonomia di funzionamento in base alla capacità del proprio serbatoio di pellet;
- ha una canna fumaria di misure ridotte (diametro da 80 mm a 100 mm);
- funziona a tiraggio forzato cioè una ventola situata all'interno della stufa provvede a estrarre verso la canna fumaria i fumi o residui di combustione prodotti dalla combustione stessa.
- è di facile manutenzione eliminando il trasferimento del combustibile dalla legnaia all'abitazione e perché, se installata correttamente, non ha fuoriuscite di fumo all'interno dell'ambiente di utilizzo in quanto lavora in depressione. Sono ora in produzione anche delle stufe a pellet completamente ermetiche rispetto all'ambiente di installazione: prelevano l'aria direttamente dall'esterno e non dal locale dove sono situate, utilizzabili nelle moderne case passive dove è fondamentale l'isolamento termico verso l'ambiente esterno.
- se è una stufa canalizzata, i muri degli altri ambienti ove non sia presente la stufa, sono dotati di una o più bocchette per l'uscita dell'aria calda. Questo sistema è utile per riscaldare tutti i locali senza dover impiegare altri sistemi poiché possono aumentare i consumi dell'energia elettrica, come in una casa grande.

La struttura è simile a una stufa tradizionale e ha un vano o serbatoio, di solito con carica dall'alto, che contiene il pellet da bruciare. Esso può avere una capienza che parte da quindici e può arrivare fino a sessanta o più chilogrammi a seconda del modello di stufa. All'interno vi è una vite infinita o coclea che trascina il pellet dal serbatoio all'interno del braciere dove il combustibile viene bruciato grazie alla presenza di una resistenza elettrica che, diventando incandescente nella fase di avvio, innesca la fiamma.
Il calore prodotto viene diffuso nell'ambiente sia per convezione naturale sia ad aria forzata con una o più ventole che contribuiscono a distribuire l'aria calda negli ambienti attigui. In alcuni modelli è anche possibile incanalare l'aria calda in piccole condotte e posizionare una o più bocchette per canalizzare il calore in altri vani. I modelli più recenti sono dotati di un cronotermostato che permette di programmare orari di accensione e spegnimento in automatico, la velocità della ventola per l'aria calda forzata e i gradi di temperatura desiderati. Il calore prodotto è misurato in kilowattora (kWh) (un kilowattora corrisponde a 859,8 kcal o 3,6 MJ). La potenza di ogni singolo modello (misurata in kilowatt) è commisurata in base alla dimensione della stufa, alla quantità di pellet bruciato, alla regolazione impostata dall'utente. Anche il tipo di pellet utilizzato può incidere sulla resa calorica della stufa.
Lo scarico dei fumi derivanti dalla combustione avviene con un tubo di diametro variabile anch'esso a seconda del modello, da 8 a 10 cm di diametro. La tubazione deve essere in materiale resistente alle temperature di esercizio, agli acidi e alle eventuali condense prodotte dalla combustione, in Italia secondo le norme UNI si prescrive l'acciaio AISI 316.
La stufa necessita di una pulizia ordinaria del braciere e del cassetto cenere (se presente) da effettuare con frequenza variabile a seconda dell'utilizzo in termini di tempi di funzionamento e di potenza impostata e del tipo di pellet impiegato, la pulizia va fatta con l'aspiracenere, la pulizia del vetro della stufa dai residui di cenere, richiede prodotto speciale adatto a tale vetro; inoltre richiede pulizia più approfondita almeno una volta all'anno, ma anche più spesso in base al modello e all'utilizzo. Potrebbe essere necessario l'intervento di un tecnico per questa operazione.
Esistono stufe a pellet ricoperte di ceramica o rivestite in acciaio. La ceramica non scotta e mantiene a lungo il calore, mentre l'acciaio può raggiungere temperature elevate ma si raffredda molto più in fretta. Esistono altresì modelli di stufe a pellet dedicati al riscaldamento dell'acqua per i radiatori. In tali prodotti sono presenti all'interno scambiatori di calore in cui è presente l'acqua che una volta riscaldata circolerà nell'impianto dei termosifoni. È inoltre possibile far coesistere questo tipo di stufa e un'altra fonte di calore (es. una calderina a gas) in modo che funzionino alternativamente.

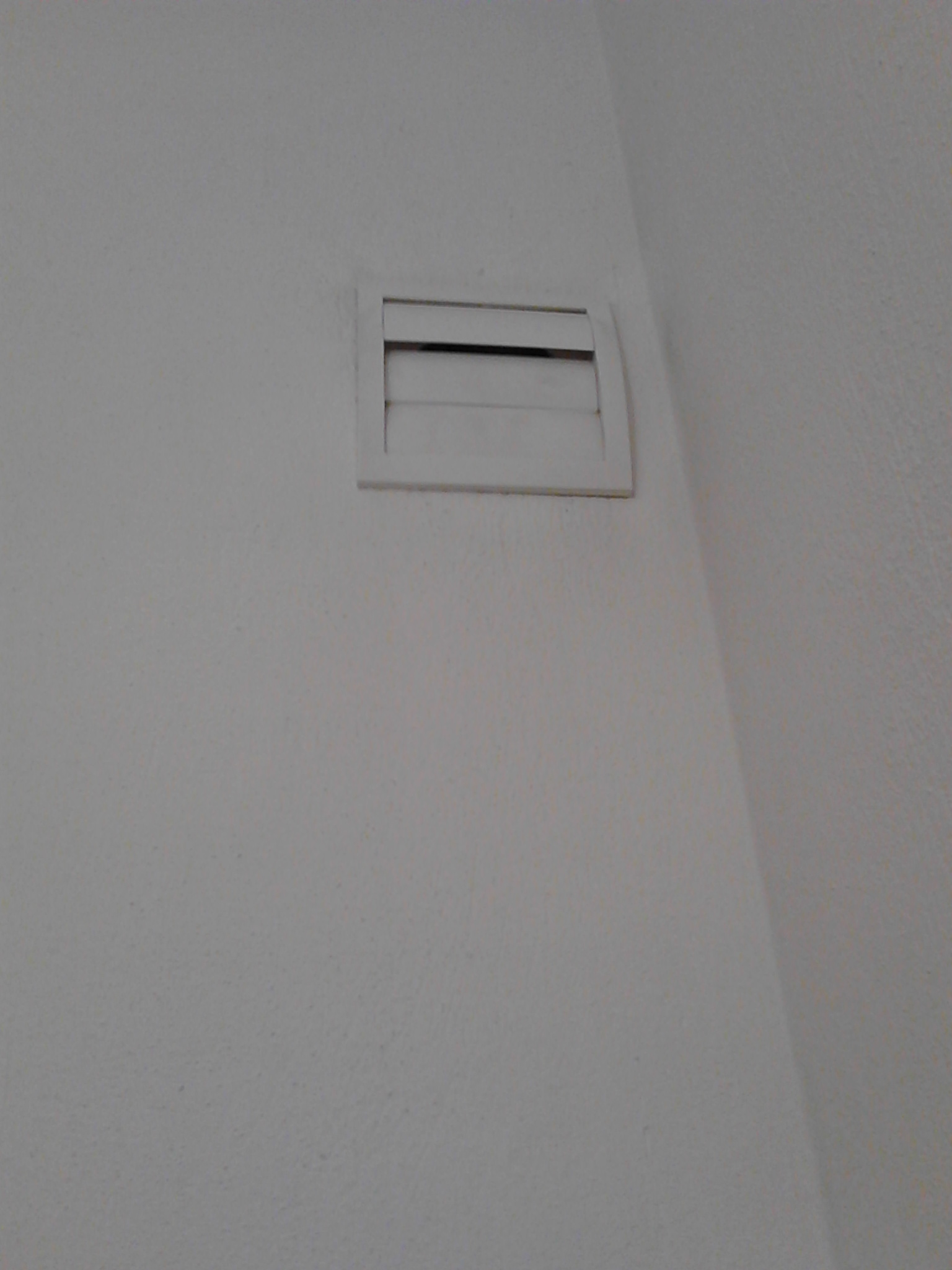
Una bocchetta per l'uscita dell'aria di una stufa a pellet canalizzata

La normativa di riferimento per l'installazione delle stufe a legna e pellet in Italia è la UNI 10683 rev. 2012.

## Inquinamento da polveri sottili
Uno studio sull'inquinamento da PM10 svolto dall'ARPA in Lombardia, regione in cui frequentemente viene superata in molte aree la soglia massima ammessa di PM10, ha rivelato che la maggior causa della origine e dispersione di queste particelle è data dalla “combustione di biomasse legnose” (quindi stufa a pellet e legna) che contribuiscono per il 45%  alle polveri sottili diffuse nell'aria.